# Parlement de Flandre

Rechtsgebied in 1789 (uiterst noordelijk met Douai als zetel)

Het Parlement de Flandre (Parlement van Vlaanderen) was een gerechtshof in het noorden van het koninkrijk Frankrijk dat bestond van 1668 tot 1790. Het was daarmee het twaalfde parlement van het land en behandelde voornamelijk beroepen tegen uitspraken van lagere rechtbanken.

## Geschiedenis

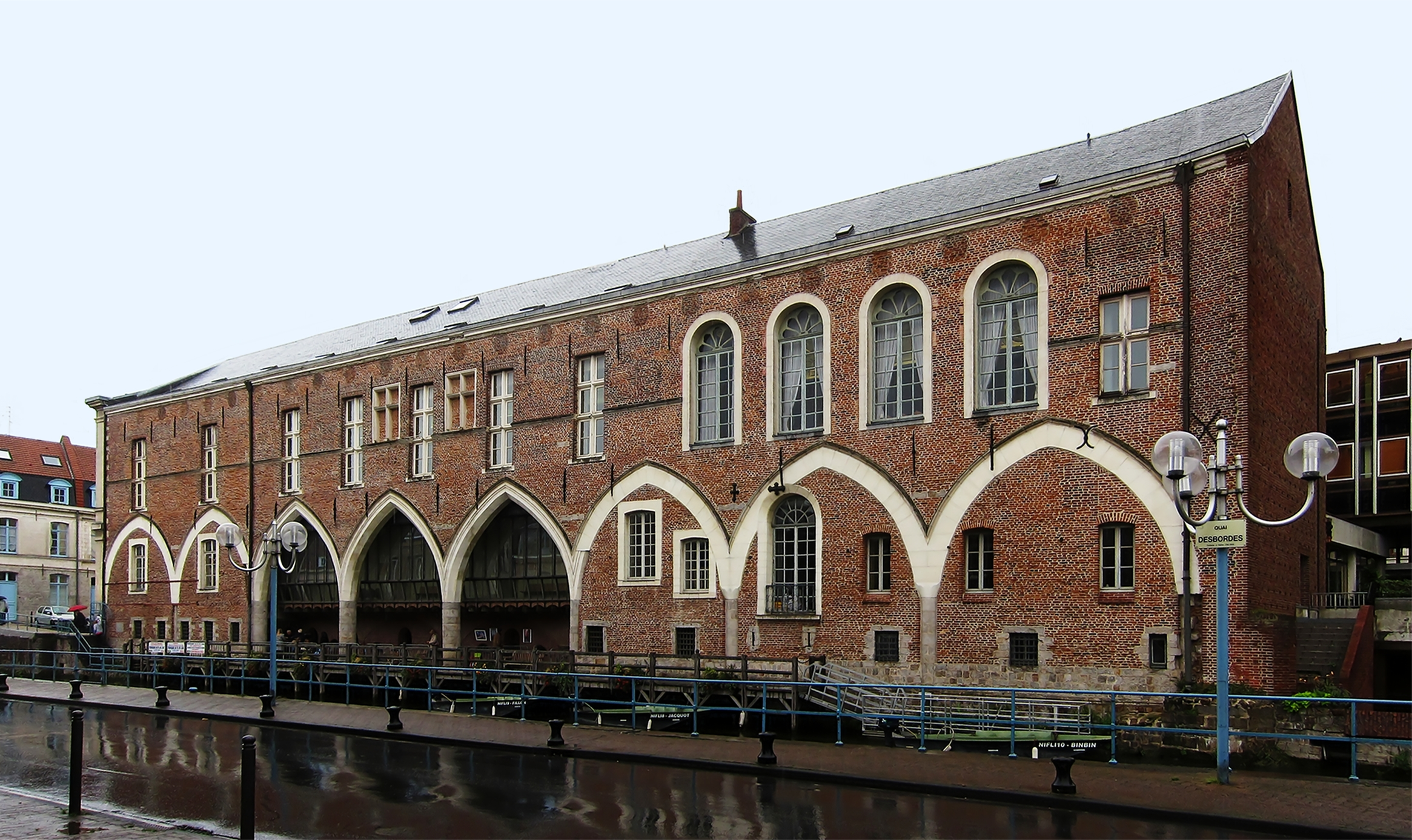
Het voormalige gebouw van het Parlement de Flandre in Dowaai

De instelling werd opgericht door koning Lodewijk XIV van Frankrijk in april 1668. Ze was bevoegd voor de Vlaamse en Henegouwse gebieden die de legers van de Zonnekoning in de Devolutieoorlog hadden veroverd op de Spaanse Nederlanden. Door de instabiliteit van de noordgrens was het rechtsgebied continu in beweging. Zowel Ieper als Philippeville behoorden op zeker ogenblik tot het ressort.
Bij de aanvang in 1668 was de zetel gevestigd in Doornik. De naam was toen Conseil souverain de Tournai en vanaf 1686 Parlement de Tournai. Omdat Doornik in de Spaanse Successieoorlog werd teruggenomen, verhuisde de instelling in 1709 naar Kamerijk, om vier jaar later definitief een onderkomen te vinden in Dowaai. 
Een bijzonderheid van het Parlement de Flandre was dat tegen zijn arresten geen cassatieberoep openstond. Het enige rechtsmiddel was een verzoek tot herziening.
De afschaffing van de parlementen in 1790 door de Franse Revolutie maakte ook een einde aan het Parlement de Flandre.